# Philodromus pinyonelis
Philodromus pinyonelis är en spindelart som beskrevs av Schick 1965. Philodromus pinyonelis ingår i släktet Philodromus och familjen snabblöparspindlar. Inga underarter finns listade i Catalogue of Life.